# 高岡連隊区

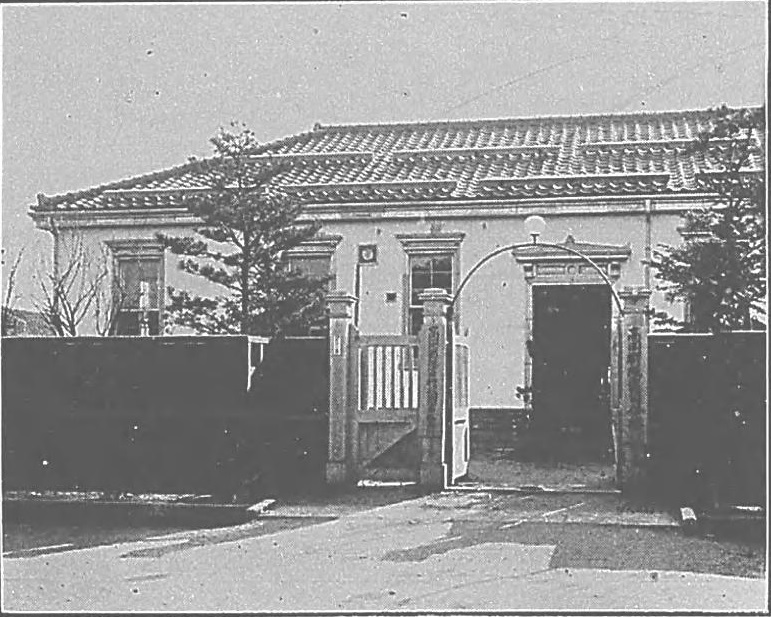
高岡連隊区司令部（富山県高岡市御馬出町）

高岡連隊区（たかおかれんたいく）は、大日本帝国陸軍の連隊区の一つ。1907年（明治40年）に設置され、富山県・石川県の各一部地域の徴兵・召集等の兵事事務を取り扱った。1925年（大正14年）に廃止された。

## 沿革
日本陸軍の内地19個師団体制に対応するため陸軍管区表が改正（明治40年9月17日軍令陸第3号）され、1907年10月1日、高岡連隊区を新設し第9師管第31旅管に属した。その管轄区域は陸軍管区表（明治40年軍令陸第3号）により次のとおり定められた。管轄区域は、富山県区域は富山連隊区から、石川県区域は金沢連隊区からそれぞれ編入して形成された。
- 富山県

高岡市・氷見郡・射水郡・東礪波郡・西礪波郡
- 石川県

珠洲郡・鳳至郡・鹿島郡
日本陸軍の第三次軍備整理に伴い陸軍管区表が改正（大正14年4月6日軍令陸第2号）され、1925年5月1日に高岡連隊区は廃止された。旧管轄区域は、富山県区域は富山連隊区に、石川県区域は金沢連隊区にそれぞれ編入された。

## 司令官
| 代 | 氏名       | 階級     | 在任期間               | 出身校・期 | 前職               | 後職           | 備考 |
| -- | ---------- | -------- | ---------------------- | ---------- | ------------------ | -------------- | ---- |
| 01 | 田邊盛親   | 歩兵少佐 | 1907.10.2 - 1908.12.25 | 加賀藩     | 富山連隊区司令部附 | 後備役         |      |
| 02 | 藤井知行   | 歩兵少佐 | 1908.12.25 - 1912.3.9  | 陸士4期    | 歩兵第35連隊大隊長 | 歩兵第69連隊附 |      |
| 03 | 松田三郎   | 歩兵中佐 | 1912.3.9 - 1913.8.22   | 陸士2期    | 歩兵第69連隊附     | 予備役         |      |
| 04 | 晴気市三   | 歩兵中佐 | 1913.8.22 - 1915.8.10  | 陸士旧11期 | 歩兵第13連隊附     | 待命           |      |
| 05 | 馬場儀雄   | 歩兵中佐 | 1915.8.10 - 1917.8.6   | 陸士7期    | 歩兵第57連隊附     | 歩兵第39連隊長 |      |
| 06 | 篠尾良重   | 歩兵中佐 | 1917.8.6 - 1921.7.20   | 陸士9期    | 歩兵第9連隊附      | 歩兵第69連隊長 |      |
| 07 | 四本乙熊   | 歩兵大佐 | 1921.7.20 - 1923.8.6   | 陸士9期    | 歩兵第64連隊附     | 歩兵第10連隊長 |      |
| 08 | 落合重己   | 歩兵大佐 | 1923.8.6 - 1924.2.4    | 陸士9期    | 歩兵第36連隊附     | 待命           |      |
| 09 | 玉木貞次郎 | 歩兵中佐 | 1925.2.4 - 廃止        | 陸士12期   | 歩兵第48連隊       | 予備役         |      |